# Nadrian C. Seeman
Nadrian Charles „Ned“ Seeman (* 16. Dezember 1945 in Chicago; † 16. November 2021) war ein US-amerikanischer Biochemiker und Biophysiker.

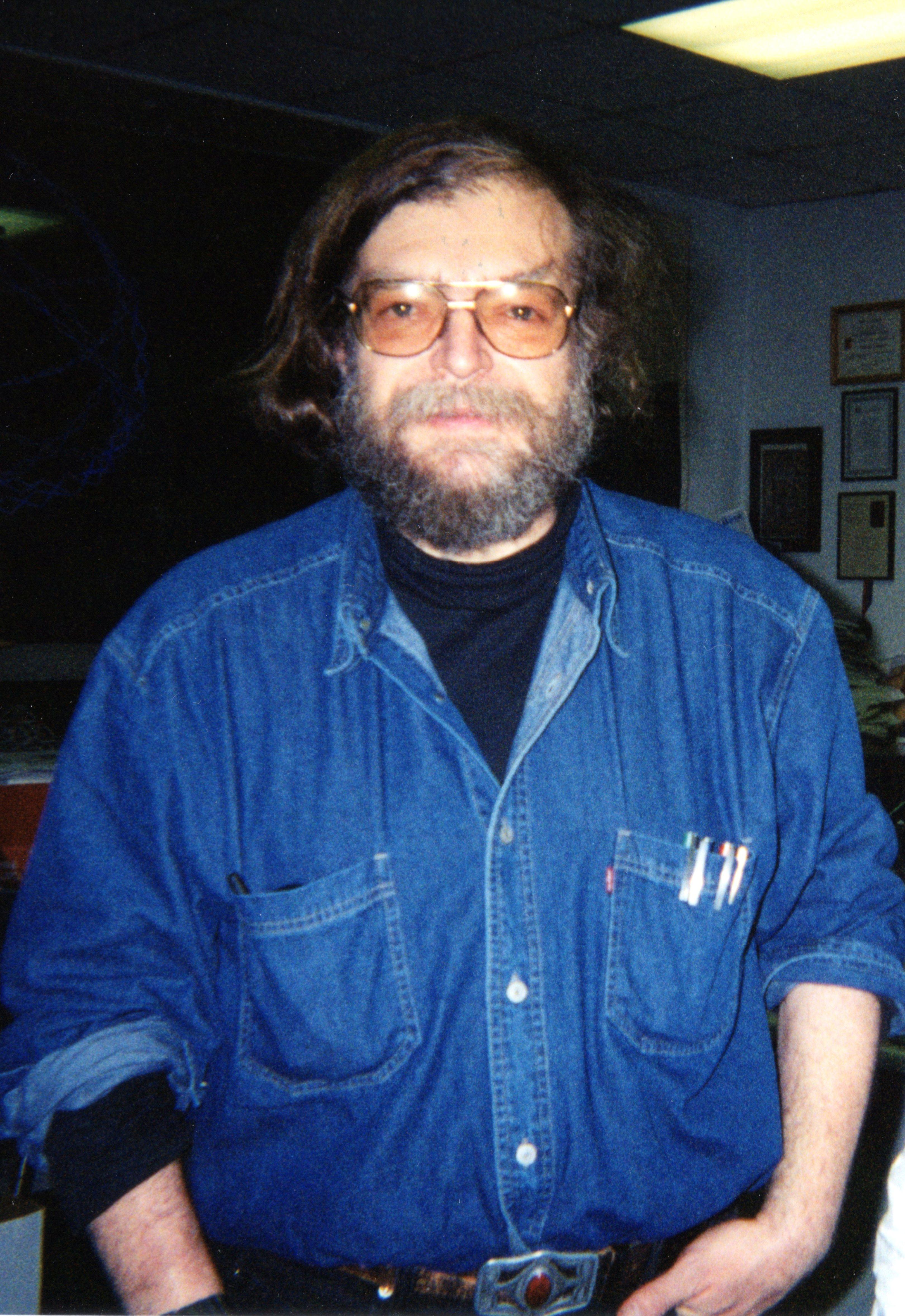
Nadrian C. Seeman

Seeman studierte an der University of Chicago mit dem Bachelor-Abschluss 1966 und wurde 1970 an der University of Pittsburgh in Biochemie und Röntgenkristallographie promoviert. Als Post-Doktorand war er an der Columbia University und am Massachusetts Institute of Technology. 1977 wurde er Assistant Professor und 1988 Professor für Chemie an der New York University in Albany.
Er gilt als Begründer der Strukturellen DNA-Nanotechnologie und untersuchte zum Beispiel Verbindungen von DNA-Strängen und Verknotungen. Er baute mit synthetischen DNA-Strängen Nanoröhren, Polyeder, zwei- und dreidimensionale Gitter und andere Strukturen. Damit wurden Nanoroboter und andere Maschinen gebaut. Sein Labor befasste sich auch mit DNA Computing. 1991 synthetisierte er einen Kleeblattknoten aus Einzelstrang-DNA.
Er erhielt den Feynman Prize und 2010 den Kavli-Preis in Nanowissenschaften. Er war auswärtiges Mitglied der Norwegischen Akademie der Wissenschaften. Ab 2013 zählte ihn Thomson Reuters aufgrund der Zahl seiner Zitationen zu den Favoriten auf einen Nobelpreis (Thomson Reuters Citation Laureates). 1995 erhielt er den Feynman Prize in Nanotechnology und 2016 die Benjamin Franklin Medal des Franklin Institute. 2017 wurde er in die American Academy of Arts and Sciences gewählt.